# Liste des X 2100
Cette page est une annexe de l'article « X 2100 ».
Cette liste recense les engins du parc des X 2100, faisant partie du matériel roulant de la Société nationale des chemins de fer français (SNCF).
| Engin   | Mise en service            | Radiation         | Livrée (incomplet) | STF | Baptême (date)                                   | Propriétaire |
| ------- | -------------------------- | ----------------- | ------------------ | --- | ------------------------------------------------ | ------------ |
| X 2101  | 14 janvier 1980            | 12 décembre 2015  | TER                | /   | /                                                | /            |
| X 2102  | 28 juillet 1980            | 12 décembre 2015  | TER                | /   | /                                                | /            |
| X 2103  | 22 octobre 1980            | 22 octobre 2014   | TER                | /   | /                                                | /            |
| X 2104  | 5 novembre 1980            | 12 décembre 2015  | TER                | /   | /                                                | /            |
| X 2105  | 26 novembre 1980           | 22 octobre 2014   | TER                | /   | /                                                | /            |
| X 2106  | 5 décembre 1980            | 10 janvier 2012   | Bleu               | /   | /                                                | /            |
| X 2107  | 26 décembre 1980           | 14 avril 2010     | Bleu               | /   | /                                                | /            |
| X 2108  | 19 janvier 1981            | 7 décembre 2010   | Vert               | /   | /                                                | /            |
| X 2109  | 3 février 1981             | 12 septembre 2011 | Vert               | /   | /                                                | /            |
| X 2110  | 3 mars 1981                | 12 avril 2011     | Vert               | /   | /                                                | /            |
| X 2111  | 1er avril 1981             | 27 août 2015      | TER                | /   | /                                                | /            |
| X 2112  | 1er avril 1981             | 7 décembre 2010   | Vert               | /   | /                                                | /            |
| X 2113  | 6 avril 1981               | 6 mars 2015       | TER                | /   | /                                                | /            |
| X 2114  | 6 mai 1981                 | 6 mars 2015       | TER                | /   | /                                                | /            |
| X 2115  | 6 mai 1981                 | 18 décembre 2017  | TER                | /   | /                                                | /            |
| X 2116  | 29 mai 1981                | 13 novembre 2017  | TER                | /   | /                                                | /            |
| X 2117  | 29 mai 1981                | 12 septembre 2015 | TER                | /   | /                                                | /            |
| X 2118  | 25 juillet 1981            | 14 décembre 2014  | TER                | /   | /                                                | /            |
| X 2119  | 29 juillet 1981            | 12 décembre 2015  | TER                | /   | /                                                | /            |
| X 2120  | 24 septembre 1981          | 14 décembre 2014  | TER                | /   | /                                                | /            |
| X 2121  | 1er octobre 1981           | 2 septembre 2015  | TER                | /   | /                                                | /            |
| X 2122  | 30 octobre 1981            | 14 décembre 2014  | TER                | /   | /                                                | /            |
| X 2123  | 3 novembre 1981            | 11 décembre 2015  | TER                | /   | /                                                | /            |
| X 2124  | 23 janvier 1981            | 25 mai 2018       | TER                | /   | /                                                | /            |
| X 2125  | 30 novembre 1981           | 12 décembre 2015  | TER                | /   | /                                                | /            |
| X 2126  | 18 décembre 1981           | 2 septembre 2015  | Bleu               | /   | /                                                | /            |
| X 2127  | 31 décembre 1981           | 12 décembre 2015  | TER                | /   | /                                                | /            |
| X 2128  | 18 janvier 1982            | 14 décembre 2014  | TER                | /   | /                                                | /            |
| X 2129  | 9 février 1982             | 12 décembre 2015  | TER                | /   | /                                                | /            |
| X 2130  | 9 février 1982             | 12 décembre 2015  | TER                | /   | /                                                | /            |
| X 2131  | 24 février 1982            | 12 décembre 2015  | TER                | /   | /                                                | /            |
| X 2132  | 24 février 1982            | 12 décembre 2015  | TER                | /   | Dunières (2 octobre 1983)                        | /            |
| X 2133  | 1er mars 1982              | Devenu X 92104    | Bleu               | /   | /                                                | /            |
| X 2134  | 24 mars 1982               | 13 novembre 2017  | TER                | /   | /                                                | /            |
| X 2135  | 30 mars 1982               | 25 mai 2018       | TER                | /   | /                                                | /            |
| X 2136  | 6 avril 1982               | 13 novembre 2017  | TER                | /   | /                                                | /            |
| X 2137  | 9 avril 1982               | 18 décembre 2017  | TER                | /   | /                                                | /            |
| X 2138  | 28 avril 1982              | 22 octobre 2014   | TER                | /   | /                                                | /            |
| X 2139  | 5 mai 1982                 | 25 mai 2018       | TER                | /   | /                                                | /            |
| X 2140  | 26 mai 1982                | 22 décembre 2017  | TER                | /   | /                                                | /            |
| X 2141  | 8 juin 1982                | 25 mai 2018       | TER                | /   | /                                                | /            |
| X 2142  | 16 juin 1982               | 11 mai 2017       | TER                | /   | /                                                | /            |
| X 2143  | 2 juillet 1982             | 17 décembre 2010  | Vert               | /   | /                                                | /            |
| X 2144  | 29 juillet 1982            | 22 décembre 2017  | TER                | /   | /                                                | /            |
| X 2145  | 5 août 1982                | 25 mai 2018       | TER                | /   | /                                                | /            |
| X 2146  | 28 septembre 1982          | 13 novembre 2017  | TER                | /   | /                                                | /            |
| X 2147  | 3 novembre 1982            | 11 mai 2017       | TER                | /   | /                                                | /            |
| X 2148  | 6 janvier 1983             | 29 août 2017      | TER                | /   | /                                                | /            |
| X 2149  | 5 avril 1983               | 27 mai 2003       | Bleu               | /   | /                                                | /            |
| X 2150  | 9 juin 1983                | 12 décembre 2015  | TER                | /   | /                                                | /            |
| X 92101 | 30 juillet 1980            | 9 avril 2010      | Bleu Isabelle      | /   | /                                                | /            |
| X 92102 | 30 juillet 1980            | 12 avril 2010     | Bleu Isabelle      | /   | /                                                | /            |
| X 92103 | 29 septembre 1980          | 12 avril 2010     | Bleu Isabelle      | /   | /                                                | /            |
| X 92104 | Ex X 2133 (2 janvier 1983) | 12 décembre 2015  | TER                | /   | Conseil régional de Midi-Pyrénées (22 mars 1983) | /            |

L'X 2149 fut accidenté le 8 septembre 1997 à Port-Sainte-Foy, après une collision avec un camion citerne à un PN, ce qui a engendré sa radiation anticipée en 2003, après délibération au procès par la justice.  Les X 92101, X 92102 et X 92103 avaient été achetés par le Conseil Régional des Pays de la Loire, avant d'être revendus à la Région Midi-Pyrénées.